# 忍耐

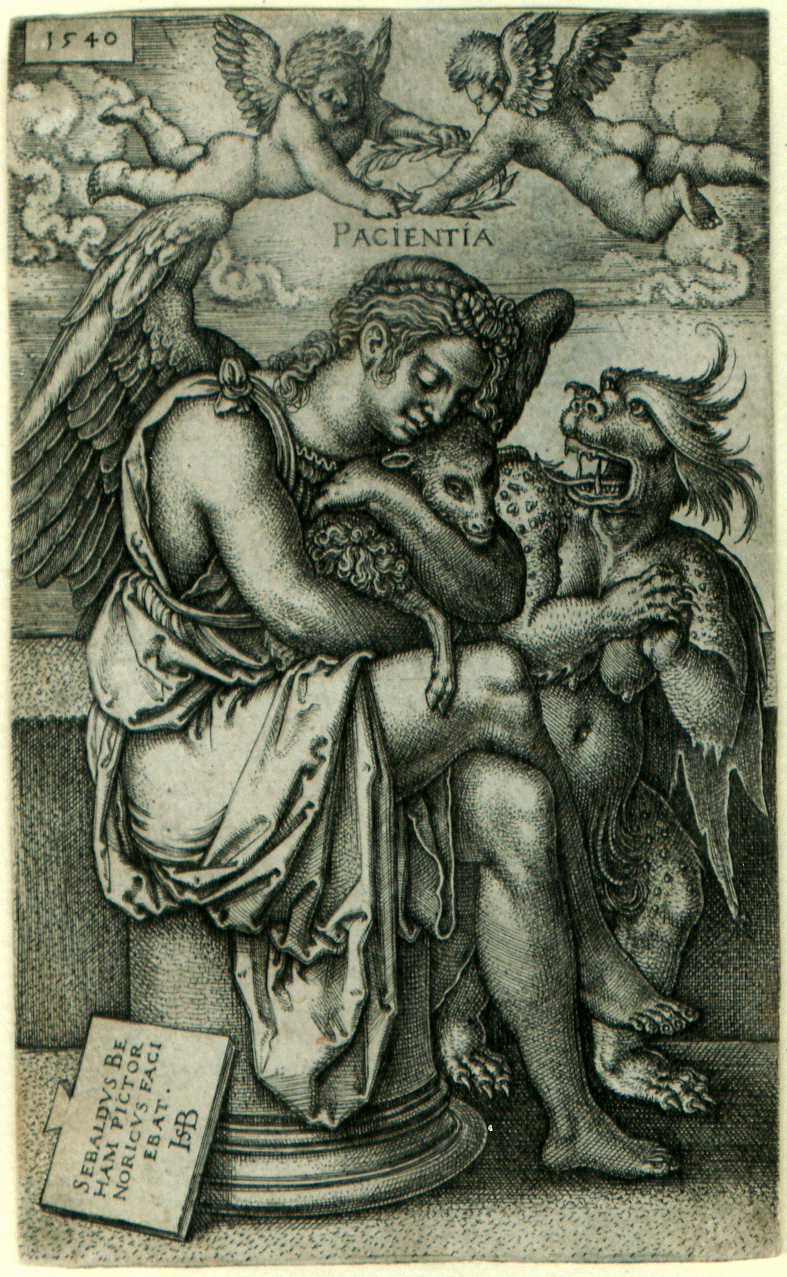
ゼーバルト・ベーハムの版画「忍耐」

忍耐（にんたい、英語: patience）とは、苦しさ、辛さ、悲しさなどを耐え忍ぶこと。例えば、自分にとって不都合なことなどを他人にされても、暴力的な仕返しをしたり、現実逃避したりしないなど。
忍耐する力を「忍耐力」、忍耐力があることを「忍耐強い」と言う。忍耐は、四元徳のひとつとされている。

## 類義語

### 熟語
- 耐忍
- 辛抱
- 堪忍
- 忍苦
- 隠忍

など。

### 慣用句
虫を殺す
癪に障ることを辛抱する
目を瞑る
過失を我慢し、咎めないこと
涙を呑む
悔しさをこらえること

### 忍辱
仏教においては、さまざまな苦難や他者からの迫害に耐え忍ぶことを忍辱（にんにく, パーリ語: khanti , サンスクリット: Kshanti）という。また、この忍辱の行を修することを忍辱波羅蜜といい、六波羅蜜のひとつに数えられる。なお、現在「ニンニク」と呼ばれるものは、この忍辱が語源となったとされる。
笠原研壽はDharma-saṃgrahaにおいて、khantiを多種多様の包容（manifold receptivities）としており、以下三つを挙げている。
- Dharma-nidhyāna-kṣāntir - 法（ダルマ）を見ることの包容
- duḥkhādhivāsanā-kṣāntiḥ - 苦（ドゥッカ）に耐えることの包容
- paropakāra-dharma-kṣāntiś-ceti -  他人を支援している（善を行う）ことによる包容